# Blade Runner
Blade Runner là một phim điện ảnh khoa học viễn tưởng do Ridley Scott đạo diễn, với sự tham gia diễn xuất của Harrison Ford, Rutger Hauer, Sean Young và Edward James Olmos. Khâu kịch bản do Hampton Fancher và David Peoples, là một bộ phim chuyển thể có sửa đổi từ tiểu thuyết Người máy có mơ về cừu điện không? (1968) của Philip K. Dick. Lấy bối cảnh Los Angeles vào năm 2019, câu chuyện miêu tả một tương lai, trong đó người nhân bản được sản xuất ra bởi Tập đoàn Tyrell để làm việc ở các thuộc địa ngoài thế giới. Khi một nhóm những kẻ phản bội do Roy Batty lãnh đạo trốn thoát khỏi Trái Đất, cảnh sát Rick Deckard đã miễn cưỡng chấp nhận nhiệm vụ cuối cùng để săn đuổi chúng. Trong quá trình điều tra, Deckard gặp Rachael, một người nhân bản tiên tiến đã khiến tự ông đặt câu hỏi về sứ mệnh của mình.
Blade Runner không gây được nhiều tiếng vang tại các rạp chiếu Bắc Mỹ, và ngay cả giới chuyên môn cũng có nhiều ý kiến trái chiều nhau; một số người khen ngợi sự phức tạp và hình ảnh theo chủ đề của tác phẩm, trong khi những cá nhân khác lại không hài lòng với sự thiếu quy chuẩn trong nội dung phim. Tuy nhiên sau này, Blade Runner đã trở thành một bộ phim nổi tiếng được ngưỡng mộ và được nhiều nhà phê bình coi là một trong những phim khoa học viễn tưởng hay nhất mọi thời đại. Được biết đến với thiết kế sản xuất mô tả một tương lai đầy sự cải tiến, Blade Runner vẫn là một ví dụ hàng đầu của dòng phim neo-noir. Phần nhạc phim của bộ phim do Vangelis biên soạn được đánh giá cao, nhận được nhiều đề cử vào năm 1983 cho giải BAFTA và Quả cầu vàng ở hạng mục Nhạc phim xuất sắc nhất.
Blade Runner mang tầm ảnh hưởng lớn đối với nhiều phim điện ảnh khoa học viễn tưởng, video game, anime và các bộ phim truyền hình sau này. Phim đã mang lại cho Philip K. Dick sự chú ý của Hollywood, và một số bộ phim sau này dựa trên tác phẩm của ông. Ridley Scott coi Blade Runner "gần như" là bộ phim hoàn chỉnh và mang tính cá nhân nhất của mình. Năm 1983, bộ phim đã giành được Giải Hugo danh giá cho Phim chính kịch xuất sắc nhất, và năm 1993, phim được Thư viện Quốc hội Hoa Kỳ lựa chọn lưu trữ tại Viện lưu trữ phim quốc gia Hoa Kỳ, được vinh danh là biểu tượng "văn hoá, lịch sử, hoặc có ý nghĩa thẩm mỹ".
Bảy phiên bản của bộ phim đã được phát hành, là kết quả của những thay đổi gây tranh cãi được thực hiện theo yêu cầu của hãng phim. Phiên bản Director's Cut được công bố vào năm 1992 sau khi có phản ứng mạnh mẽ đối với các buổi chiểu thử ban đầu của phim. Tác phẩm trở thành một trong những bộ phim đầu tiên được phát hành trên đĩa DVD, mặc dù khi ấy chỉ là một sản phẩm cơ bản với chất lượng âm thanh hình ảnh trung bình. Tới năm 2007, hãng Warner Bros. phát hành The Final Cut, một phiên bản kỷ niệm 25 năm dưới định dạng phim số, và ở phiên bản này, Scott giữ sự kiểm soát hoàn toàn về mặt dựng phim và nghệ thuật. Phiên bản này đã được trình chiếu ở các rạp chiếu và sau đó được phát hành trên DVD, HD DVD và Blu-ray. Phần phim tái khởi động thương hiệu mang tên Tội phạm nhân bản 2049 được công chiếu vào tháng 10 năm 2017, tức 35 năm sau khi Blade Runner được ra mắt.

## Nội dung
Tại thành phố Los Angeles năm 2019, một sĩ quan cảnh sát đã nghỉ hưu tên là Rick Deckard bị Gaff, là một nhân viên cảnh sát khác đưa đến gặp người quản lý cũ là Bryant. Deckard là một Blade Runner, có nhiệm vụ theo dõi các người nhân tạo đã được tạo ra. Bryant nói với Deckard rằng có sáu Replicant sắp "về hưu" đã giết hại toàn bộ phi hành đoàn và bỏ trốn, hai trong số chúng đã chết nhưng còn bốn kẻ vẫn trốn thoát, và muốn Deckard làm bọn chúng "nghỉ hưu". Deckard giám sát video của một Blade Runner có tên là Holden quản lý bài kiểm tra Voight-Kampff, được thiết kế để phân biệt các người nhân bản dựa trên khả năng đồng cảm của họ. Sau khi được hỏi một câu hỏi về mẹ anh ta, Leon người bị Holden thẩm tra đã bắn chết Holden và bỏ trốn. Bryant muốn Deckard cho "nghỉ hưu" Leon và ba người nhân bản khác, Roy Batty, Zhora và Pris. Deckard ban đầu từ chối, nhưng sau khi Bryant mơ hồ đe dọa thì anh đồng ý.
Tại Tyrell Corporation, Deckard thực hiện một cuộc thí nghiệm nhỏ cho Eldon Tyrell về bài kiểm tra Voight-Kampff và phát hiện ra rằng trợ lý của Eldon Tyrell, Rachael là một người nhân bản thử nghiệm tuy nhiên không biết điều này và tin rằng mình là con người. Bởi vì cô ấy đã có những ký ức sai lầm để mang lại cho cô một "chiếc đệm cảm xúc", nên phải kiểm tra rộng hơn để xác định cô ấy là một người nhân bản hay không. Tìm kiếm của Deckard cho người nhân bản được thiết lập chống lại việc tìm kiếm của riêng họ cho Tyrell. Trong lúc đó 2 người nhân bản là Roy và Leon điều tra phòng thí nghiệm sản xuất mắt và tìm hiểu về kéo dài tuổi thọ của mình tuy nhiên họ được chỉ tới J. F. Sebastian, một nhà thiết kế di truyền tài năng làm việc chặt chẽ với Tyrell. Rachael đến thăm Deckard ở căn hộ của anh ta để chứng minh nhân cách của cô bằng cách cho anh ta một bức ảnh gia đình và kể về các kỷ niệm, Deckard ngắt lời cô và kể thêm các kỷ niệm đó nhưng sau khi Deckard tiết lộ rằng những kỷ niệm của cô là cấy ghép từ cháu gái của Tyrell, cô nhận ra mình là người nhân bản và rời căn hộ của Dekard trong nước mắt. Trong khi đó, Pris, một người nhân bản tìm đến khu nhà của J.F Sebastian và làm quen anh ta, do tốt bụng và cô đơn Sebastian đã để Pris vào nhà. Pris lợi dụng điều này thao túng làm cho Sebastian tin tưởng vào mình.
Deckard tìm đến phòng khách sạn của Leon, Deckard tìm thấy một bức ảnh của Leon, và một mẫu mô, sau khi về tới căn hộ anh ấy xem kỹ lại tấm hình và tìm thấy Zhora trong hình phản chiếu trong gương của tấm ảnh tìm thấy, Deckard tìm tới chợ đen nơi bán những mẫu vật nhân tạo và được biết mẫu mô anh tìm thấy là mô vảy rắn nhân tạo, từ đó anh lần được nơi bán chính những điều này dẫn anh đến câu lạc bộ mà Zhora làm việc, anh giả làm một nhà hoạt động và tìm tới Zhora tuy nhiên Zhora nhận ra anh là một Blade Runner nên bỏ chạy, Deckad sau một khoản truy đuổi anh đã cho "nghỉ hưu" cô trước mắt của Leon. Bryant xuất hiện và yêu cầu Deckard tìm kiếm và cho nghỉ hưu Rachael người đã bỏ trốn sau khi biết sự thật về mình. Sau khi Deckard nhận ra cô trong đám đông anh đuổi theo, anh ta bị tấn công bởi Leon. Deckard bị Leon đánh gục và quật văng khẩu súng lục của mình, Leon định ra tay giết chết Deckard nhằm trả thù cho Zhora cũng như sự giận dữ vì sắp chết nhưng Rachael bất ngờ xuất hiện cô nhặt và sử dụng khẩu súng của Deckard để giết Leon. Cô và Deckard trở về căn hộ của mình, và trong cuộc nói chuyện, anh hứa sẽ không theo dõi cô vì anh nợ cô mạng sống nhưng anh cũng nói rằng sẽ có người khác làm công việc này một Blade Runner khác;, Rachael chơi đàn cùng Deckard, anh bất ngờ hôn cô, Racheal đột ngột bỏ đi nhưng Deckard ngăn cô lại, làm cho cô ấy phải hôn anh.
Roy đến căn hộ của Sebastian và gặp Pris, Roy nói với Pris những người khác đã chết. Sebastian biết họ là những người nhân bản có cuộc sống ngắn ngủi, anh thông cảm với hoàn cảnh của họ, Sebastian tiết lộ rằng ông có hội chứng Methuselah, một rối loạn lão hóa sớm lão hóa, có nghĩa là cuộc sống của ông cũng sẽ bị cắt ngắn, tuy nhiên dù là một kỹ sư sinh học tài năng anh cũng không thể giúp được họ mà may ra chỉ có thể là Tyrell thiên tài đứng sau công ty Tyrell Corporation. Roy thuyết phục Sebastian đưa mình tới gặp Tyrell. Sebastian và Roy bước vào căn hộ penthouse an toàn của Tyrell thông qua việc thắng ván cờ vua nhờ sự giúp đỡ của Roy. Tyrell gặp Roy, nơi Roy đòi hỏi "cuộc sống nhiều hơn" từ cha của mình. Tyrell nói với anh ta là không thể, ông cố thuyết phục Roy rằng anh ấy đã làm nhưng điều được thiết kế và làm rất tốt. Roy thú nhận rằng anh đã làm "những thứ đáng đặt câu hỏi", nhưng Tyrell đã bác bỏ điều này, ca ngợi thiết kế tiên tiến và thành tựu của Roy trong cuộc đời ngắn ngủi của anh. Roy hôn Tyrell, rồi giết chết cha mình. Sebastian cầu xin Roy và chạy đến thang máy, Roy xin lỗi Sebastian, cảnh tiếp chỉ là Roy người lái thang máy xuống một mình.
Deckard được báo về cái chết của Sebastian cũng như Tyrell anh lái xe tới ngay căn hộ của Sebastian, Deckard bị phục kích bởi Pris, nhưng anh ta giết chết cô ấy khi Roy trở lại. Roy biết được sự có mặt của một Blade Runner nhưng không hoảng sợ, anh ta tiếng tới gần ôm hôn xác chết của Pris. Deckard cố gắng giết Roy nhưng ngược lại anh bị Roy bẻ gãy hai ngón tay và bị săn đuổi ngược. Giờ đây, kẻ săn và con thú bị săn đổi vai. Deckard phải bỏ chạy, Roy săn đuổi anh, cơ thể của Roy bắt đầu có dấu hiệu chết khi gần đến cuối cuộc đời của anh ta, tay cứng dần, Roy nhổ chiếc đinh trên sàn cắm vào tay để kích thích cơ thể mình. Anh đuổi theo Deckard trên mái nhà. Deckard cố gắng nhảy lên mái nhà tiếp theo, nhưng bị lơ lững các tòa nhà, nhưng ngón tay bị Roy bẻ gãy làm anh ấy không nắm chắc được thanh sắt. Roy xuất hiện tay anh ta cầm lấy một chú bồ câu trắng, anh đuổi theo Deackard và dễ dàng nhảy qua tòa nhà anh nhìn Deckard mỉm cười, khi tay Deckard nới lỏng và chuẩn bị rơi xuống, Roy chụp lấy cánh tay và kéo anh ta lên, cứu anh ta. Trước sự ngạc nhiên của Deckard khi Roy cứu mình, dưới cơn mưa tầm tả Roy nhìn vào Deckard mỉm cười và độc thoại về những ký ức, rồi bước lên xe. Deckard trở về căn hộ của mình để tìm Rachael, anh thấy cô ngủ ngon và an toàn. anh hỏi cô tin và yêu anh không, Rachael trả lời có. Deckard cùng Rachael rời đi, nhưng khi rời đi, Deckard phát hiện ra một con kỳ lân origami nhỏ bằng giấy bạc trên sàn nhà, anh nhớ lại lời nói trước đó của Gaff. Deckard nhanh chóng bước vào thang máy nơi Rachael đang đợi anh.

## Diễn viên
- Rutger Hauer vai Roy Batty
- Sean Young vai Rachael
- Edward James Olmos vai Gaff
- M. Emmet Walsh vai Bryant
- Daryl Hannah vai Pris
- William Sanderson vai J.F. Sebastian
- Brion James vai Leon Kowalski
- Joe Turkel vai Eldon Tyrell
- Joanna Cassidy vai Zhora Salome
- James Hong vai Chew
- Morgan Paull vai Dave Holden
- Hy Pyke vai Taffey Lewis

## Chủ đề
Bộ phim hoạt động trên nhiều cấp độ kịch tính và tường thuật. Nó sử dụng một số quy ước của thể loại phim noir, trong số đó là nhân vật của một "femme fatale" (thường được hiểu là những nhân vật mang nữ quyến rũ, mê hoặc và có phần nguy hiểm); tường thuật bởi của nhân vật chính (trong bản phát hành ban đầu); kỹ thuật chiaroscuro điện ảnh; và cho người hùng của cốt phim một quan điểm đạo đức đáng ngờ - mở rộng bao gồm những phản ánh về bản chất của loài người. Đây là một bộ phim khoa học viễn tưởng màu sắc văn học, bao trùm theo chủ đề triết học về tôn giáo và những hàm ý về đạo đức của con người làm chủ công nghệ di truyền trong bối cảnh hình tượng văn học Hy Lạp cổ và sự thách thức các chuẩn mực. Nó cũng dựa trên các hình ảnh Kinh thánh, như là cơn bão của Nôê, và các nguồn văn học, chẳng hạn như Frankenstein. Theo ngôn ngữ học, chủ đề về cái chết được nhắc lại một cách tinh tế trong trò chơi cờ vua giữa Sebastian và Tyrell, được cho là dựa trên game Immortal Game nổi tiếng năm 1851 (mặc dù Scott đã nói điều này chỉ đơn giản là ngẫu nhiên)
Blade Runner đào sâu vào những ảnh hưởng của công nghệ đối với môi trường và xã hội bằng cách sử dụng văn học, tượng trưng tôn giáo, các chủ đề kịch tính cổ điển, và kỹ thuật noir của bộ phim. Sự căng thẳng giữa quá khứ, hiện tại và tương lai được phản ánh trong tương lai "được trang bị" miêu tả trong bộ phim, một bên là những thứ lấp lánh công nghệ cao ở những nơi nhưng đã bị hư hỏng và lỗi thời ở mặt khác. Trong một cuộc phỏng vấn với The Observer vào năm 2002, đạo diễn Ridley Scott mô tả bộ phim là "cực kỳ đen tối, cả nghĩa đen lẫn ẩn dụ, với cảm giác thèm khát tự hoại kỳ quái". Ông cũng nói rằng ông "thích ý tưởng khám phá nỗi đau" sau khi ông anh chết vì ung thư da: "Khi ông bị ốm, tôi thường đến thăm ông ở London, và thực sự là chấn thương cho tôi"
Một cảm giác hoang mang và hoang tưởng lan rộng khắp thế giới của bộ phim: sức mạnh của những công ty lớn; cảnh sát dường như ở khắp mọi nơi; xe và đèn báo cảnh báo vào tòa nhà; và những hậu quả của sức mạnh y sinh học to lớn đối với cá thể được khám phá - đặc biệt là những kỷ niệm được cấy ghép của người nhân bản. Kiểm soát môi trường được thực hiện trên quy mô rộng lớn, và đi kèm với sự vắng mặt của bất kỳ đời sống tự nhiên; ví dụ, động vật nhân tạo đứng cho những người tiền nhiệm đã bị tuyệt chủng. Bối cảnh áp bức này giải thích sự di chuyển thường xuyên của con người tới các thuộc địa ngoài Trái Đất. Các chủ đề hậu tận thế đã được khám phá trong Blade Runner là một ví dụ đầu tiên về việc mở rộng các khái niệm không gian mạng vào điện ảnh. Đôi mắt là một mô lặp đi lặp lại, cũng như những hình ảnh bị thao túng, đặt ra câu hỏi về bản chất của thực tại và khả năng của chúng ta để nhận thức và nhớ chính xác nó.
Những yếu tố chủ đề này cung cấp một không khí không chắc chắn cho chủ đề chính của Blade Runner kiểm tra nhân loại. Để phát hiện người nhân bản, một bài kiểm tra đồng cảm được sử dụng, với một số câu hỏi tập trung vào việc đối xử với những con vật - dường như là một chỉ số thiết yếu của "con người" của một người. Những người sao chép dường như tỏ lòng trắc ẩn và quan tâm lẫn nhau và cùng với nhân vật con người thiếu sự đồng cảm, trong khi quần chúng nhân loại trên đường phố lạnh lùng và không có nhân tính. Bộ phim đi xa đến mức đặt câu hỏi liệu Deckard có thể là một người nhân tạo, trong quá trình bắt buộc khán giả phải đánh giá lại ý nghĩa của con người là gì.
Câu hỏi liệu Deckard là một người hay một người nhân bản đã là một cuộc tranh cãi đang diễn ra từ khi bộ phim được công chiếu. Cả Michael Deeley và Harrison Ford đều muốn Deckard trở thành con người, trong khi Hampton Fancher lại không rõ rang. Ridley Scott đã xác nhận rằng trong tầm nhìn của mình, Deckard là một người replicant. Deckard được xem như là một người nhân bản bởi vì Gaff có thể truy cập vào những kỷ niệm được cấy ghép của Deckard. Việc giải thích rằng Deckard là một người replicant được thách thức bởi những người khác tin rằng hình ảnh kỳ lân cho thấy các nhân vật, dù là con người hay người replicant, đều có chung những ước mơ và nhận ra mối quan hệ của họ hoặc rằng việc không có một câu trả lời quyết định là điều cốt yếu đối với chủ đề chính của bộ phim. Sự mơ hồ và không rõ ràng vốn có của bộ phim, cũng như sự phong phú về văn bản của nó đã cho phép người xem nhìn thấy nó từ nhiều góc nhìn khác nhau.

## Sản xuất

### Phát triển

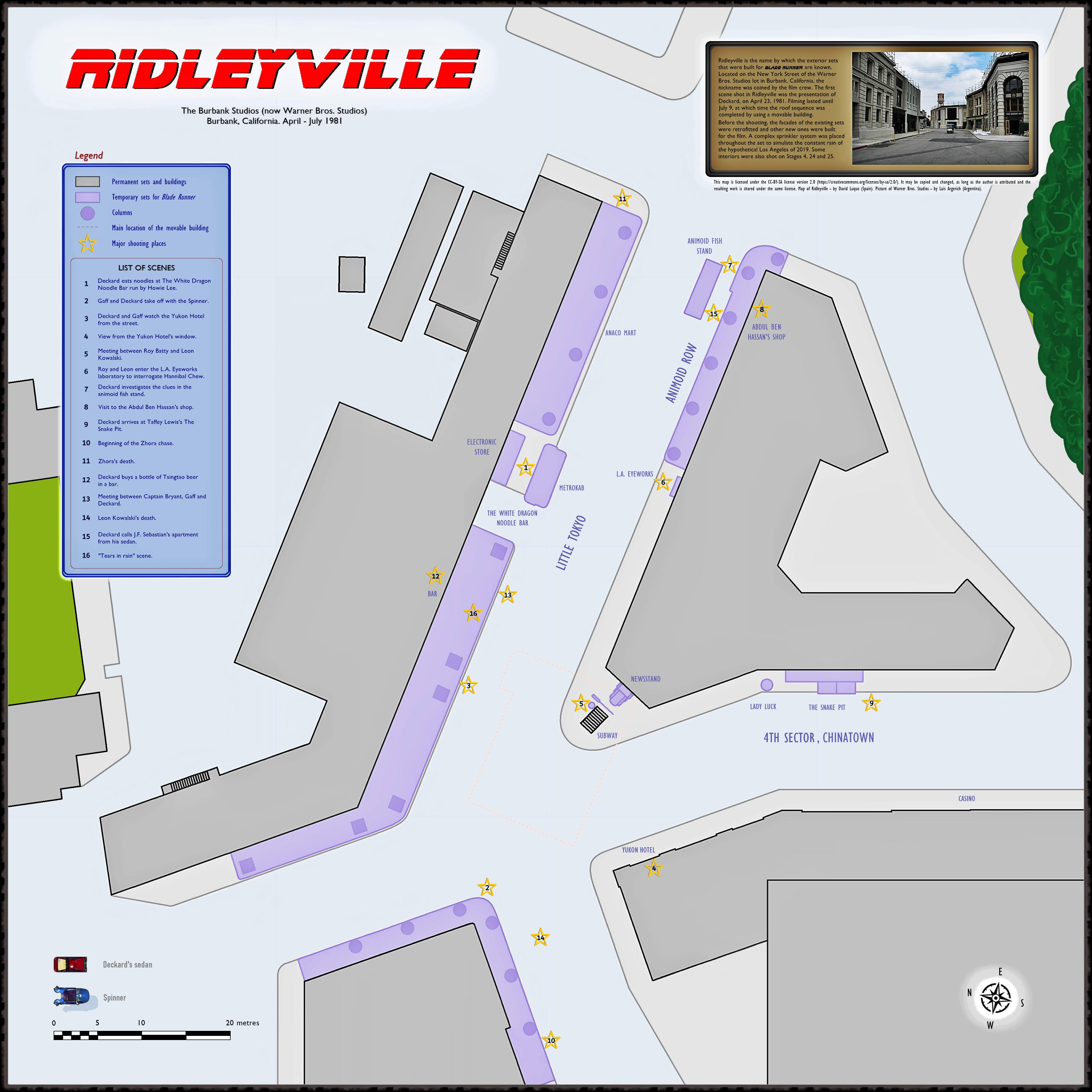
Bản đồ của Ridleyville, ngoại cảnh cho Blade Runner nằm trên Phố New York của Warner Bros. Studios (Burbank, California).

Việc chuyển thể tiểu thuyết Người máy có mơ về cừu điện không? của Philip K. Dick thành phim điện ảnh được phát triển ngay sau khi cuốn sách được xuất bản vào năm 1968. Đạo diễn Martin Scorsese có quan tâm đến công tác chuyển thể này, nhưng ông chưa bao giờ lựa chọn tham gia dự án. Nhà sản xuất Herb Jaffe đã lựa chọn dự án vào đầu những năm 1970, nhưng Dick không mấy ấn tượng với kịch bản do Robert, con trai của Herb viết. Ông cho biết "Kịch bản của Jaffe quá kinh khủng... Robert đã bay tới Santa Ana để nói chuyện với tôi về dự án. Và điều đầu tiên tôi nói với cậu ấy khi cậu xuống máy bay là, 'Tôi nên đấm cậu ngay ở sân bay này, hay nên đấm cậu tại căn hộ của tôi?'"
Kịch bản của Hampton Fancher đã được lựa chọn vào năm 1977. Nhà sản xuất Michael Deeley quan tâm đến bản thảo của Fancher và thuyết phục đạo diễn Ridley Scott ghi hình tác phẩm. Scott trước đó đã từ chối dự án, nhưng sau khi rời bỏ quá trình sản xuất chậm chạp của Dune, ông muốn tham gia một dự án có tiến độ nhanh hơn để giải tỏa tâm trí về cái chết gần đây của người anh trai. Ông tham gia dự án vào ngày 21 tháng 2 năm 1980, và mong muốn đẩy khoản tài trợ đã hứa cho Filmways từ 13 triệu USD lên 15 triệu USD. Kịch bản của Fancher tập trung nhiều hơn vào các vấn đề môi trường và ít đề cập tới các vấn đề nhân văn và tôn giáo, vốn là những điểm nổi bật trong tiểu thuyết mà Scott muốn thay đổi. Fancher đã tìm thấy bản đề cương phim của William S. Burroughs cho cuốn tiểu thuyết The Bladerunner (1974) của Alan E. Nourse, có tựa đề Blade Runner (a movie). Scott thích cái tên này, vì vậy Deeley đã mua quyền sở hữu tên của cuốn sách. Cuối cùng, ông đã thuê David Peoples viết lại kịch bản và Fancher rời bỏ vị trí cũng vì vấn đề này vào ngày 21 tháng 12 năm 1980, mặc dù sau đó ông vẫn quay lại để tham gia khâu chỉnh sửa bổ sung kịch bản. Dù đã đầu tư hơn 2,5 triệu USD tiền sản xuất, những khi gần đến ngày bắt đầu quá trình quay phim chính, hãng Filmways lại rút nguồn tiền hỗ trợ tài chính. Trong mười ngày, Deeley đã kiếm được 21,5 triệu USD thông qua thỏa thuận ba bên giữa The Ladd Company (thông qua Warner Bros.), nhà sản xuất Hồng Kông Thiệu Dật Phu và Tandem Productions.
Dick trở nên lo lắng khi không ai thông báo cho anh về quá trình sản xuất bộ phim, điều này càng làm anh mất lòng tin vào Hollywood. Sau khi Dick chỉ trích phiên bản ban đầu của kịch bản của Fancher trong một bài báo viết cho Los Angeles Select TV Guide, hãng phim đã gửi bản viết lại cho Dick kịch bản của Peoples. Mặc dù Dick qua đời không lâu trước khi bộ phim ra mắt, nhưng ông hài lòng với kịch bản được viết lại cũng như bản phim thử nghiệm hiệu ứng hình ảnh dài 20 phút vốn đã được chiếu cho ông xem khi ông được mời đến trường quay. Bất chấp nỗi hoài nghi về Hollywood, Dick vẫn nói với Scott rằng thế giới được tạo ra trong bộ phim trông giống hệt như cách ông tưởng tượng. Ông cho biết: "Tôi đã xem một đoạn các hiệu ứng hình ảnh của Douglas Trumbull dành cho Blade Runner trên bản tin KNBC. Tôi nhận ra nó ngay lập tức. Đó là thế giới nội tâm của riêng tôi. Họ đã tạo ra nó một cách hoàn hảo." Ông cũng chấp thuận kịch bản của bộ phim và nói: "Sau khi đọc xong kịch bản, tôi đã lấy cuốn tiểu thuyết ra và xem lại. Cả hai củng cố lẫn nhau để người bắt đầu với cuốn tiểu thuyết sẽ thích bộ phim và người bắt đầu với bộ phim sẽ thích cuốn tiểu thuyết." Bộ phim là lời tri ân tới Dick. Quá trình quay phim chính của Blade Runner bắt đầu vào ngày 9 tháng 3 năm 1981 và kết thúc sau đó 4 tháng.

Năm 1992, Ford tiết lộ, "Blade Runner không phải là một trong những bộ phim yêu thích của tôi. Tôi đã gặp nhiều rắc rối với Ridley." Ngoài xích mích với đạo diễn, Ford cũng không thích phần lồng tiếng: "Khi chúng tôi bắt đầu ghi hình, chúng tôi đã ngầm đồng ý rằng phiên bản của bộ phim mà chúng tôi đã thỏa thuận là phiên bản không có thuyết minh lồng tiếng. Đó là một cơn ác mộng. Tôi nghĩ rằng bộ phim đã hoàn thành mà không cần phần tường thuật. Nhưng bây giờ tôi đã bị mắc kẹt trong việc phải tạo lại phần lời tường thuật đó. Và tôi có nghĩa vụ phải lồng tiếng cho những người không đại diện cho lợi ích của đạo diễn." "Tôi đã đá đập và la hét trong phòng thu để thu âm chúng." Phần độc thoại tường thuật do Roland Kibbee viết, nhưng ông không được đề tên cho vai trò này. Năm 2006, Scott được hỏi "Ai là nỗi đau lớn nhất mà anh từng làm việc cùng?", ông trả lời: "Đó phải là Harrison... cậu ấy sẽ tha thứ cho tôi vì bây giờ tôi đã làm hòa với cậu ấy. Bây giờ cậu ta đã trở nên quyến rũ. Nhưng cậu ấy biết quá nhiều, đó mới là vấn đề. Khi chúng tôi làm việc cùng nhau, đây là bộ phim đầu tiên của tôi và tôi là đứa trẻ mới trong nhóm. Nhưng chúng tôi đã làm một bộ phim hay." Ford nói về Scott vào năm 2000: "Tôi ngưỡng mộ công việc của anh ấy. Chúng tôi đã có những xung đột, và tôi đã vượt qua nó." Vào năm 2006, Ford nhớ lại về công tác sản xuất bộ phim: "Điều tôi nhớ hơn bất cứ điều gì khác khi xem Blade Runner không phải là 50 đêm quay trong mưa, mà là phần lồng tiếng... Tôi vẫn có nghĩa vụ phải làm việc cho những tên hề này, những người đã viết hết bản lồng tiếng dở tệ này đến bản lồng tiếng dở tệ khác." Ridley Scott trong số ra mùa hè năm 2007 của Total Film đã công nhận những đóng góp của Harrison Ford cho DVD Blade Runner (Special Edition).

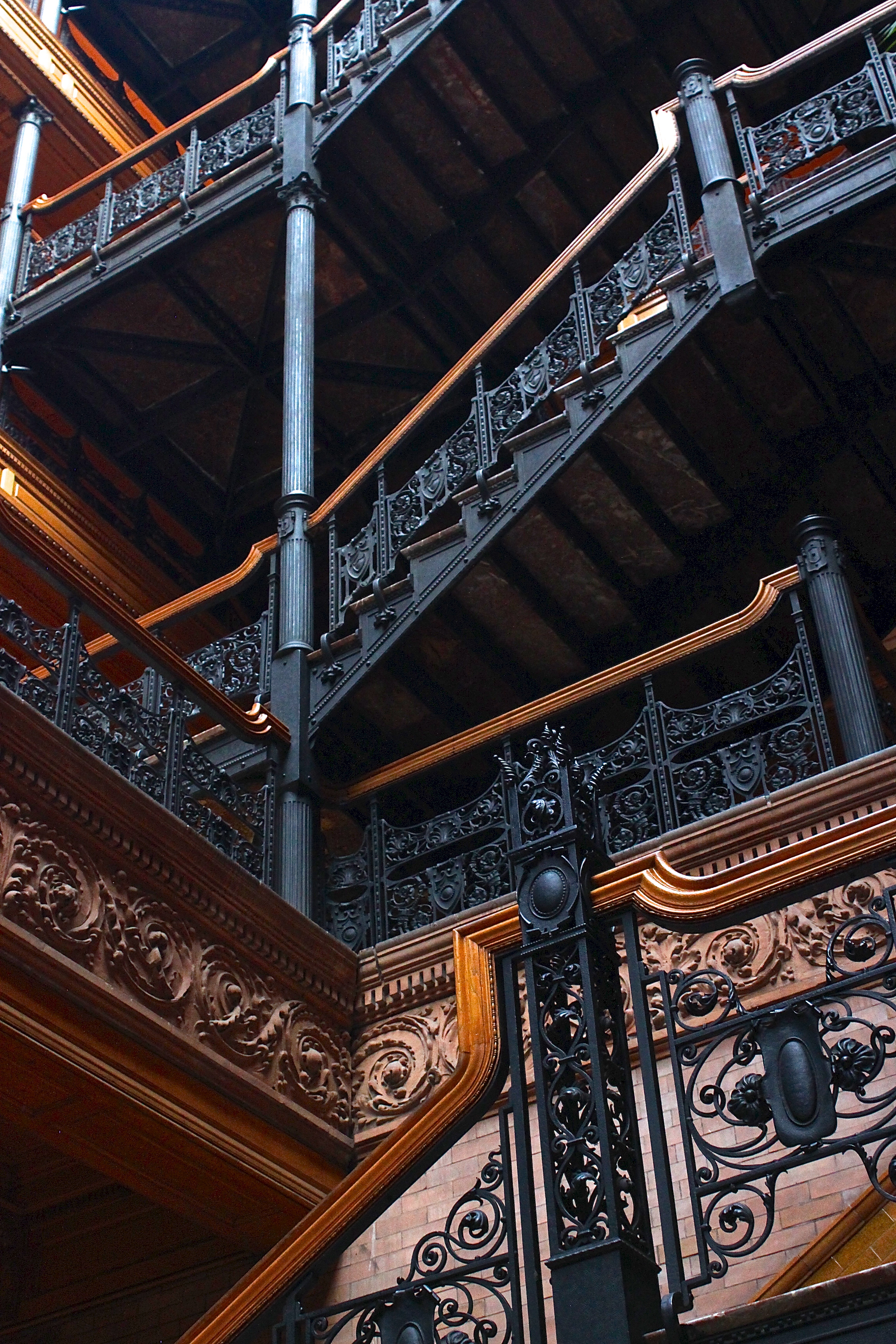
Tòa nhà Bradbury Building ở Los Angeles là một địa điểm quay phim.

Tòa Bradbury Building ở trung tâm thành phố Los Angeles từng là một địa điểm quay phim. Các địa điểm khác bao gồm ngôi nhà Ennis-Brown và đường hầm số 2. Các buổi chiếu thử nghiệm dẫn đến một số thay đổi, bao gồm việc bổ sung phần lồng tiếng, đổi sang một kết thúc có hậu hơn và loại bỏ phân cảnh tại bệnh viện Holden. Mối quan hệ giữa các nhà làm phim và các nhà đầu tư gặp nhiều khó khăn, đỉnh điểm là Deeley và Scott bị sa thải nhưng vẫn tiếp tục thực hiện bộ phim. Các thành viên đoàn làm phim đã tạo ra những chiếc áo phông với dòng chữ "Yes Guv'nor, My Ass" để chế giễu sự phân biệt của Scott giữa các nhân sự Mỹ và Anh trong đoàn làm phim; Scott đáp lại bằng một chiếc áo phông của riêng mình với dòng chữ "Xenophobia Sucks" khiến sự việc này được gọi là cuộc chiến áo phông.

### Tuyển vai
Quá trình tuyển vai của dự án tỏ ra khá rắc rối, đặc biệt là đối với vai chính của Deckard. Nhà biên kịch Hampton Fancher đã hình dung nam diễn viên Robert Mitchum trong vai Deckard và đã ghi nhớ cuộc đối thoại của nhân vật với Mitchum. Đạo diễn Ridley Scott và các nhà sản xuất của bộ phim đã dành nhiều tháng để gặp gỡ và thảo luận về vai diễn này với Dustin Hoffman, người cuối cùng đã rời đi vì những khác biệt về tầm nhìn nghệ thuật. Harrison Ford cuối cùng đã được chọn vì một số lý do, trong đó bao gồm phần trình diễn của ông trong các phần phim Chiến tranh giữa các vì sao, mối quan tâm của Ford với cốt truyện của Blade Runner và các cuộc thảo luận với Steven Spielberg, người đang hoàn thiện Indiana Jones và chiếc rương thánh tích vào thời điểm đó và ca ngợi nhiệt tình những đóng góp của Ford trong phim. Sau thành công trong Chiến tranh giữa các vì sao (1977) và Indiana Jones và chiếc rương thánh tích (1981), Ford đang tìm kiếm một vai diễn có chiều sâu hơn. Theo tài liệu sản xuất, một số diễn viên đã được cân nhắc cho vai diễn này, bao gồm Gene Hackman, Sean Connery, Jack Nicholson, Paul Newman, Clint Eastwood, Tommy Lee Jones, Arnold Schwarzenegger, Peter Falk, Nick Nolte, Al Pacino và Burt Reynolds.
Một vai diễn không khó để chọn là Rutger Hauer trong vai Roy Batty, thủ lĩnh bạo lực nhưng chu đáo của những người nhân bản. Scott đã chọn Hauer mà không hề gặp ông, chỉ dựa trên phần diễn xuất của Hauer trong các bộ phim của Paul Verhoeven mà Scott đã xem (Katie Tippel, Soldier of Orange, và Turkish Delight). Chân dung của Hauer về Batty được Philip K. Dick coi là "một Batty hoàn hảo – lạnh lùng, rất Arya và hoàn mỹ". Trong số rất nhiều bộ phim mà Hauer đã tham gia, Blade Runner là bộ phim yêu thích nhất của ông. Như ông giải thích trong một cuộc trò chuyện trực tiếp vào năm 2001, "Blade Runner thì không cần phải giải thích. [...] Tất cả những thứ xuất sắc nhất. Không có gì giống như [bộ phim] này. Được là một phần của một tuyệt phẩm đã thay đổi suy nghĩ của thế giới. Thật tuyệt vời." Hauer đã tự mình viết lại đoạn thoại "nước mắt trong mưa" của nhân vật và trình bày phần thoại đó với Scott trên phim trường trước khi quay.
Blade Runner sử dụng một số diễn viên ít được biết đến khi đó: Sean Young đóng vai Rachael, một người nhân bản thử nghiệm được cấy ghép ký ức của cháu gái Tyrell, khiến cô tin rằng mình là con người; Nina Axelrod đã thử vai cho vai diễn này. Daryl Hannah vào vai Pris, một người nhân bản "đầy khoái cảm"; Stacey Nelkin đã tham gia thử vai diễn này, nhưng sau đó lại được giao một vai khác trong phim, và cuối cùng nhân vật của cô đã bị cắt bỏ trước khi quá trình ghi hình bắt đầu. Việc tuyển vai Pris và Rachael là một thử thách, đòi hỏi một số thử nghiệm với nam diễn viên Morgan Paull trong vai Deckard. Paull sau đó được chọn vào vai Holden – thợ săn tiền thưởng cộng sự của Deckard – dựa trên phần diễn xuất của ông trong các bài kiểm tragiai đoạn thử vai. Brion James vào vai Leon Kowalski, một người nhân bản chiến đấu và lao động, còn Joanna Cassidy đóng vai Zhora, một nhân vật sát thủ.
Edward James Olmos thủ vai Gaff. Olmos đã dựa trên nhiều nguồn gốc dân tộc đa dạng để tạo ra ngôn ngữ hư cấu "Cityspeak" mà nhân vật của ông sử dụng trong phim. M. Emmet Walsh vào vai Đại úy Bryant, một cựu cảnh sát nghiện rượu, nhếch nhác và thiếu cẩn trọng – một nhân vật điển hình của thể loại phim noir. Joe Turkel vào vai Tiến sĩ Eldon Tyrell, một ông trùm, người đã xây dựng một đế chế dựa trên những nô lệ hình người bị thao túng về mặt di truyền. William Sanderson được chọn vào vai J. F. Sebastian, một thiên tài trầm lặng và cô đơn; anh thông cảm với những người nhân bản, những nhân vật mà anh coi như bạn đồng hành. Joe Pantoliano trước đó đã được cân nhắc cho vai diễn này. James Hong đóng vai Hannibal Chew, một nhà di truyền học cao tuổi chuyên về mắt, và Hy Pyke đóng vai chủ quán bar nhếch nhác Taffey Lewis, một nhân vật chỉ xuất hiện trong một cảnh quay duy nhất.

### Thiết kế
Ridley Scott cho rằng bức tranh Nighthawks của Edward Hopper và tạp chí truyện tranh khoa học viễn tưởng của Pháp Métal Hurlant mà họa sĩ Jean "Moebius" Giraud đã thực hiện là những nguồn cảm hứng đầy phong cách. Ông cũng đưa phong cảnh của "Hồng Kông trong một ngày tồi tệ" và phiên bản công nghiệp hóa của ngôi nhà một thời của ông ở đông bắc nước Anh vào trong tác phẩm. Phong cách hình ảnh của bộ phim bị ảnh hưởng bởi những tác phẩm của kiến trúc sư người Ý theo chủ nghĩa tương lai Antonio Sant'Elia. Scott đã thuê Syd Mead làm họa sĩ ý tưởng; giống như Scott, ông cũng bị ảnh hưởng bởi Métal Hurlant. Moebius được đề nghị vai trò trợ lý cho quá trình tiền kỳ của Blade Runner, nhưng ông đã từ chối lời mời để tham gia dự án hoạt hình Les Maîtres du temps của René Laloux – một quyết định mà sau này ông rất hối hận. Nhà thiết kế sản xuất Lawrence G. Paull và giám đốc nghệ thuật David Snyder đã hiện thực hóa bản phác thảo của Scott và Mead. Douglas Trumbull và Richard Yuricich giám sát các hiệu ứng hình ảnh cho bộ phim, và Mark Stetson là giám đốc sản xuất các mô hình.
Blade Runner có nhiều điểm tương đồng với Metropolis của Fritz Lang, với kết cấu đô thị với nhà cửa san sát, trong đó những người giàu có sống bên trên tầng lớp lao động, và tất cả đều bị chi phối bởi một tòa nhà khổng lồ – Tháp Stadtkrone ở Metropolis và Tòa nhà Tyrell ở Blade Runner. Giám sát hiệu ứng hình ảnh David Dryer đã sử dụng những hình ảnh tĩnh từ Metropolis khi thực hiện các cảnh quay tòa nhà thu nhỏ trong Blade Runner. Phân cảnh cuối trong bản chiếu rạp ban đầu cho thấy Rachael và Deckard du hành vào ánh sáng với những cảnh quay mục vụ trên không do đạo diễn Stanley Kubrick thực hiện. Ridley Scott đã liên hệ với Kubrick về việc sử dụng một số hình ảnh máy bay trực thăng thừa của ông từ The Shining.

#### Spinner

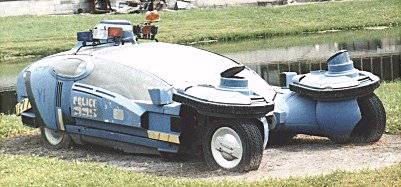
Một chiếc spinner được trưng bày tại Disney-MGM Studios vào những năm 1990.

"Spinner" là thuật ngữ chung để chỉ những chiếc ô tô bay giả tưởng được sử dụng trong phim. Một chiếc spinner có thể được điều khiển như một phương tiện trên mặt đất và cất cánh theo phương thẳng đứng, di chuyển giống như máy bay cất và hạ cánh thẳng đứng (VTOL). Spinner được cảnh sát sử dụng rộng rãi như những chiếc xe tuần tra và những người giàu có cũng có thể có được giấy phép lái spinner. Phương tiện này được hình thành và thiết kế bởi Syd Mead, người mô tả spinner như một "máy khí động học" – một phương tiện hướng không khí xuống để tạo lực nâng, mặc dù bộ thông cáo báo chí của phim nói rằng spinner được đẩy bởi ba động cơ: "đốt trong thông thường, phản lực và phản trọng trường" Một chiếc spinner hiện đang được trưng bày tại Bảo tàng Khoa học Viễn tưởng và Đại sảnh Danh vọng ở Seattle, Washington. Bản vẽ ý tưởng của Mead đã được nhà custom xe hơi Gene Winfield chuyển thành 25 chiếc xe; trong đó ít nhất hai chiếc xe chạy được trên mặt đất, còn những chiếc khác là mô hình giả trọng lượng nhẹ để trang trí. Hai trong số những chiếc xe này đã được đưa tới Disney World ở Orlando, Florida, nhưng sau đó đã bị phá hủy, và một số khác vẫn còn trong các bộ sưu tập tư nhân.

#### Cỗ máy Voight-Kampff
Cỗ máy Voight-Kampff là một công cụ thẩm vấn giả tưởng, có nguồn gốc từ trong tiểu thuyết nguyên tác, nơi nó được đánh vần là "Voigt-Kampff". Voight-Kampff là một máy phát hiện nói dối do blade runner sử dụng để xác định xem một cá nhân có phải là một người nhân bản hay không. Cỗ máy này đo lường các chức năng cơ thể như hô hấp, phản ứng đỏ mặt, nhịp tim và chuyển động của mắt để trả lời các câu hỏi liên quan đến sự đồng cảm. Trong phim, hai người nhân bản Leon và Rachael đã làm bài kiểm tra. Deckard nói với Tyrell rằng thường mất 20 đến 30 câu hỏi để phân biệt một người nhân bản; trong khi đó ở nguyên tác tiểu thuyết, chỉ cần sáu hoặc bảy câu hỏi là có thể đưa ra được kết luận cuối cùng. Trong phim, phải mất hơn một trăm câu hỏi mới xác định được Rachael là người nhân bản.

### Hậu kỳ
Phần hiệu ứng hình ảnh của phim được công nhận là xuất sắc nhất mọi thời đại, sử dụng tối đa các công nghệ (phi kỹ thuật số) sẵn có. Các kỹ sư hiệu ứng hình ảnh được khen ngợi về công nghệ tiên tiến mà họ đã sử dụng để sản xuất và thiết kế một số khía cạnh của những hình ảnh đó. Một kỹ thuật được sử dụng là phơi sáng đa điểm. Trong một số cảnh, bối cảnh được chiếu sáng, quay, và sau đó được ghi lại bằng các ánh sáng khác nhau. Trong một số trường hợp, công đoạn đã được thực hiện 16 lần. Chuyển động của các máy quay thường được điều khiển bằng máy tính. Nhiều hiệu ứng sử dụng các kỹ thuật đã được phát triển trong quá trình sản xuất Close Encounters of the Third Kind.

### Âm nhạc
Nhạc phim Blade Runner của Vangelis là sự kết hợp giai điệu u ám giữa sáng tác cổ điển và những bản nhạc mang tính tương lai, phản ánh góc nhìn phim noir mà Ridley Scott đã thể hiện. Vangelis khi đó vừa mới giành được giải Oscar của mình cho Chariots of Fire, sáng tác và trình bày phần nhạc trên đàn synthesizer. Ông cũng sử dụng nhiều âm chuông khác nhau cùng với giọng hát của người cộng sự Demis Roussos. Một bản nhạc đáng nhớ khác là bản solo sax tenor "Love Theme" của nghệ sĩ saxophone người Anh Dick Morrissey, người đã trình diễn trong nhiều album của Vangelis. Ridley Scott cũng sử dụng "Memories of Green" từ album See You Later của Vangelis, một phiên bản dành cho dàn nhạc mà sau này Scott sẽ sử dụng trong bộ phim Someone to Watch Over Me. Cùng với các sáng tác của Vangelis, bố cục âm thanh của bộ phim cũng có một bản nhạc của nhóm hòa tấu Nhật Bản Nipponia – "Ogi no Mato" hoặc "The Folding Fan as a Target" của Nonesuch Records phát hành Traditional Vocal and Instrumental Music – và một bản nhạc của nghệ sĩ đàn hạc Gail Laughton từ "Harps of the Ancient Temples" trên Laurel Records.
Mặc dù được người hâm mộ đón nhận nồng nhiệt, được giới phê bình đánh giá cao và được đề cử giải BAFTA và Quả cầu vàng vào năm 1982 cho Nhạc phim hay nhất, và lời hứa về một album nhạc phim từ Polydor Records trong tiêu đề cuối của phim, việc phát hành bản thu âm nhạc phim chính thức là bị trì hoãn hơn một thập kỷ. Có hai bản phát hành chính thức của bản nhạc từ Blade Runner. Do album không được phát hành, New American Orchestra đã thu âm một bản chuyển thể của dàn nhạc vào năm 1982 có chút tương đồng với bản gốc. Vào năm 1989, một số bài hát xuất hiện trên đĩa tổng hợp Vangelis: Themes, nhưng phải đến khi phiên bản Director's Cut phát hành năm 1992 thì một phần đáng kể các bản nhạc nền của bộ phim mới được phát hành thương mại. Sự chậm trễ này đã dẫn đến việc xuất hiện nhiều bản thu âm kém chất lượng trong suốt nhiều năm. Một cuốn băng lậu xuất hiện vào năm 1982 tại hội nghị khoa học viễn tưởng và trở nên phổ biến do sự chậm trễ của việc phát hành chính thức các bản thu âm gốc, và vào năm 1993, "Off World Music, Ltd" đã tạo ra một CD toàn diện hơn so với CD chính thức của Vangelis trong 1994. Một bộ gồm ba CD nhạc Vangelis liên quan đến Blade Runner được phát hành vào năm 2007. Với tựa đề Blade Runner Trilogy, đĩa đầu tiên chứa các bản nhạc giống như bản nhạc phim chính thức phát hành năm 1994, đĩa thứ hai có nhạc chưa phát hành trước đó từ bộ phim và đĩa thứ ba đều là nhạc mới được sáng tác từ Vangelis, lấy cảm hứng từ tinh thần của bộ phim.

## Phát hành

### Chiếu rạp
Blade Runner được phát hành tại 1.290 rạp vào ngày 25 tháng 6 năm 1982. Ngày đó được nhà sản xuất Alan Ladd Jr. lựa chọn vì các bộ phim có doanh thu cao nhất trước đây của ông (Chiến tranh giữa các vì sao và Alien) đều có ngày khởi chiếu tương tự (25 tháng 5) vào năm 1977 và 1979, khiến ngày 25 hàng tháng trở thành "ngày may mắn" của ông. Blade Runner đạt doanh thu bán vé khá tốt trong tuần đầu công chiếu, kiếm được 6,1 triệu USD trong dịp cuối tuần đầu tiên ra rạp. Bộ phim được phát hành gần với các bộ phim khoa học viễn tưởng và giả tưởng khác như The Thing, Star Trek II: The Wrath of Khan, Conan the Barbarian và ET the Extra-Terrestrial, điều này ít nhiều cũng đã ảnh hưởng đến thành công thương mại của bộ phim.

### Các phiên bản
Nhiều phiên bản khác nhau của Blade Runner đã được công chiếu. Phiên bản nguyên tác (1982, 113 phút) đã được trình chiếu thử nghiệm cho khán giả xem trước ở Denver và Dallas vào tháng 3 năm 1982. Phản hồi tiêu cực đối với các buổi chiếu xem trước đã dẫn đến những sửa đổi trên phiên bản chiếu rạp tại Hoa Kỳ. Bản cắt của đạo diễn được công chiếu mà không có sự chấp thuận của Scott tại Nhà hát Los Angeles Fairfax vào tháng 5 năm 1990, tại một buổi chiếu AMPAS vào tháng 4 năm 1991, và vào tháng 9 và tháng 10 năm 1991 tại Los Angeles NuArt Theater và San Francisco Castro Theatre. Những phản hồi tích cực đã thúc đẩy hãng phim phê duyệt bản cắt của đạo diễn này. Bản phim tại San Diego Sneak Preview chỉ được chiếu một lần vào tháng 5 năm 1982, gần giống với phiên bản chiếu rạp của Mỹ nhưng có thêm ba cảnh không được chiếu trong bất kỳ phiên bản nào khác, bao gồm cả bản The Final Cut vào năm 2007.
Hai phiên bản đã được trình chiếu trong lần chiếu rạp năm 1982 của bộ phim: phiên bản chiếu rạp Hoa Kỳ (117 phút), được gọi là phiên bản gốc hoặc bản Domestic Cut, phát hành dưới định dạng Betamax, CED Videodisc và VHS năm 1983, và dưới định dạng LaserDisc năm 1987; và bản International Cut (117 phút), còn được gọi là "Criterion Edition" hoặc "Uncut version", bao gồm nhiều cảnh hành động bạo lực hơn so với phiên bản Mỹ. Mặc dù ban đầu không được phát hành ở Hoa Kỳ và chỉ được phân phối ở châu Âu và châu Á thông qua các bản phát hành đĩa Warner Home Video tại rạp và địa phương, Bản International Cut sau đó đã được phát hành trên VHS và Criterion Collection Laserdisc ở Bắc Mỹ và được phát hành lại vào năm 1992 dưới dạng "Phiên bản kỷ niệm 10 năm".
Bản Director's Cut của Ridley Scott (1992, 116 phút) đã có những thay đổi đáng kể so với phiên bản chiếu rạp bao gồm việc loại bỏ phần lồng tiếng của Deckard, chèn lại cảnh kỳ lân và loại bỏ kết thúc có hậu do hãng phim áp đặt. Scott đã cung cấp các ghi chú và tư vấn cho Warner Bros. thông qua nhà lưu trữ phim Michael Arick, người được giao phụ trách thực hiện Director's Cut. Bản The Final Cut của Scott (2007, 117 phút)  được Warner Bros. phát hành tại rạp vào ngày 5 tháng 10 năm 2007, và sau đó được phát hành trên DVD, HD DVD và Blu-ray vào tháng 12 năm 2007. Đây là phiên bản duy nhất mà Scott có toàn quyền kiểm soát cả về mặt nghệ thuật lẫn dựng phim.

## Đón nhận

### Đánh giá chuyên môn
Trên Rotten Tomatoes, phim đạt 90% đánh giá phê duyệt dựa trên 119 bài phê bình, với điểm trung bình là 8,5/10. Các nhà phê bình trên trang web đồng thuận rằng: "Dù bị hiểu lầm vào thời điểm đầu ra rạp, ảnh hưởng của tác phẩm bí ẩn, neo-noir Blade Runner của Ridley Scott ngày càng một sâu đậm theo thời gian. Một kiệt tác khoa học viễn tưởng đầy nhức nhối về con người." Metacritic, sử dụng điểm trung bình có trọng số, đã ấn định bộ phim 84/100 điểm dựa trên 15 nhà phê bình, cho thấy phim nhận được nhiều lời khen ngợi.
Phản ứng ban đầu giữa các nhà phê bình phim là trái chiều. Một số người viết rằng cốt truyện đã ảnh hưởng đến hiệu ứng hình ảnh của bộ phim và không phù hợp với cách tiếp thị của hãng phim như một bộ phim hành động và phiêu lưu. Những người khác ca ngợi sự phức tạp của tác phẩm và dự đoán bộ phim sẽ chịu đựng được thử thách của thời gian. Sheila Benson từ Los Angeles Times lại gọi tác phẩm là "Blade Crawler", và Pat Berman từ The State và Columbia Record mô tả bộ phim là "phim khiêu dâm khoa học viễn tưởng". Pauline Kael ca ngợi Blade Runner xứng đáng có một vị trí trong lịch sử điện ảnh nhờ tầm nhìn khoa học viễn tưởng đặc biệt của tác phẩm, nhưng lại chỉ trích sự thiếu phát triển của bộ phim về "khía cạnh con người". Tạp chí Ares cho biết, "Dù bị khán giả cũng như các nhà phê bình hiểu nhầm, đây vẫn là phim khoa học viễn tưởng hay nhất trong năm."

### Phân tích văn hóa
Giới học thuật bắt đầu phân tích bộ phim gần như ngay sau khi tác phẩm được phát hành. Một trong những cuốn sách đầu tiên về bộ phim là Future Noir: The Making of Blade Runner (1996) của Paul M. Sammon đã mổ xẻ tất cả các chi tiết liên quan đến việc làm phim. Theo sau Sammon là Blade Runner  của Scott Bukatman cùng các cuốn sách và bài báo học thuật khác. Trong Postmodern Metanarratives: Blade Runner and Literature in the Age of Image, cây viết Décio Torres Cruz đã phân tích các khía cạnh triết học và tâm lý cũng như những ảnh hưởng văn học trong Blade Runner. Ông xem xét các yếu tố cyberpunk và loạn luân của bộ phim bằng cách thiết lập mối liên hệ giữa Kinh thánh, truyền thống cổ điển và hiện đại và các khía cạnh hậu hiện đại trong bộ phim.
Sự bùng nổ của các định dạng video gia đình đã giúp tạo ra văn hóa cult ngày càng tăng xung quanh bộ phim, mà các học giả đã mổ xẻ về các khía cạnh dị bản của nó, các câu hỏi liên quan đến tính nhân văn "đích thực", các khía cạnh chủ nghĩa sinh thái và việc sử dụng các quy ước từ nhiều thể loại. Nền văn hóa đại chúng bắt đầu đánh giá lại tác động của bộ phim như một tác phẩm kinh điển vài năm sau khi nó được phát hành. Roger Ebert khen ngợi phần hình ảnh của cả bản gốc và bản Director's Cut; tuy nhiên, nhà phê bình này lại thấy câu chuyện về con người vẫn sáo rỗng và hơi mỏng. Sau đó ông đã thêm phiên bản The Final Cut vào danh sách "Những bộ phim hay nhất" của mình. Nhà phê bình Chris Rodley và Janet Maslin đưa ra giả thuyết rằng Blade Runner đã thay đổi diễn ngôn văn hóa và điện ảnh thông qua phần hình ảnh trong tác phẩm. Năm 2012, nhà phê bình phim Richard Corliss của Time đã phân tích kỹ lưỡng về độ bền, độ phức tạp, kịch bản, bối cảnh và động lực sản xuất từ góc độ cá nhân trong ba thập kỷ. Denis Villeneuve, đạo diễn phần tiếp theo, Blade Runner 2049, cho rằng bộ phim có ảnh hưởng rất lớn đối với ông và nhiều người khác.
Tác phẩm cũng được chú ý vì cách tiếp cận theo chủ nghĩa hậu hiện đại, góp phần vào sự phát triển lịch sử của thế giới phản địa đàng hiện đại trong phim. Hơn nữa, phiên bản tương lai của Los Angeles đã được giới học thuật thảo luận rộng rãi, trong đó một số cá nhân đã so sánh nó với những mô tả của Milton về địa ngục trong Thiên đường đã mất. Từ một góc độ triết học hơn, Alison Landsberg mô tả hướng đi của Scott trong phim như một "ký ức giả" – một hành động chưa bao giờ xảy ra và dường như tách biệt với những kinh nghiệm sống, nhưng nó xác định tính cách và bản sắc của con người trong một vũ trụ rộng lớn hơn của Blade Runner.

## Di sản

### Ảnh hưởng văn hoá

Một chiếc spinner cảnh sát bay bên cạnh những tòa nhà chọc trời khổng lồ, một số có biển quảng cáo điện tử trên đó. Những hiệu ứng hình ảnh như vậy là tiêu chuẩn và có ảnh hưởng lớn đến thẩm mỹ của các bộ phim khoa học viễn tưởng tiếp theo.

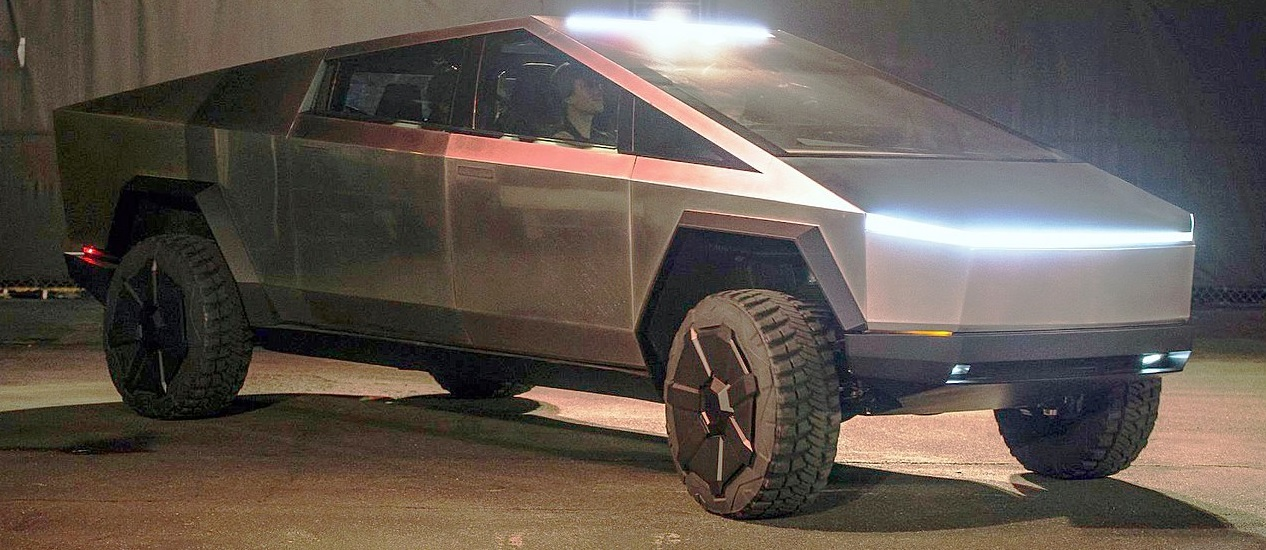
Cybertruck của Tesla được lấy cảm hứng từ Blade Runner

Mặc dù ban đầu không thành công với khán giả Bắc Mỹ, Blade Runner lại nổi tiếng trên toàn thế giới và thu hút được một lượng lớn người theo dõi. Phong cách u ám và thiết kế tương lai của bộ phim đã được coi là tiêu chuẩn và ảnh hưởng của tác phẩm có thể được nhìn thấy trong nhiều bộ phim khoa học viễn tưởng, trò chơi điện tử, anime và các chương trình truyền hình sau này. Ví dụ, hai nhà sản xuất Ronald D. Moore và David Eick đều cho rằng Blade Runner là một trong những phim điện ảnh có ảnh hưởng lớn đến phim truyền hình Battlestar Galactica.
Blade Runner được chọn để lưu trữ tại Viện lưu trữ phim quốc gia Hoa Kỳ vào năm 1993 và thường xuyên được giảng dạy trong các khóa học đại học. Năm 2007, tác phẩm được Hiệp hội Hiệu ứng Hình ảnh vinh danh là bộ phim có ảnh hưởng thị giác lớn thứ hai mọi thời đại. Bộ phim cũng là chủ đề của các tác phẩm nhại lại, chẳng hạn như truyện tranh Blade Bummer của Crazy Magazine, Bad Rubber của Steve Gallacci, và loạt phim ngắn ba phần Red Dwarf: Back to Earth. Bộ anime Psycho-Pass của Production IG cũng chịu ảnh hưởng lớn từ bộ phim.
Blade Runner tiếp tục phản ánh các xu hướng và mối quan tâm hiện đại, và ngày càng nhiều nhà phê bình coi đây là một trong những bộ phim khoa học viễn tưởng hay nhất mọi thời đại. Tác phẩm đã được bình chọn là bộ phim khoa học viễn tưởng hay nhất từng được thực hiện trong cuộc bình chọn năm 2004 bởi 60 nhà khoa học lỗi lạc trên thế giới. Blade Runner cũng được cho là có ảnh hưởng quan trọng đối với cả phong cách và câu chuyện của loạt phim Ghost in the Shell, và bản thân loạt phim này đã có ảnh hưởng lớn đến thể loại future-noir. Blade Runner cũng tạo ảnh hưởng rất lớn đến phong trào cyberpunk, cũng như các thể loại phái sinh của cyberpunk như biopunk, xoay quanh công nghệ sinh học và kỹ thuật di truyền. Lời thoại và âm nhạc trong Blade Runner đã được mượn để thể hiện trong âm nhạc nhiều hơn bất kỳ bộ phim nào khác của thế kỷ 20. Album năm 2009 I, Human của ban nhạc Singapore Deus Ex Machina đề cập đến nhiều chủ đề về kỹ thuật di truyền và nhân bản từ bộ phim, thậm chí còn có một ca khúc có tựa đề "Replicant".
Blade Runner được coi là bộ phim có ảnh hưởng lớn đến Warren Spector, nhà thiết kế của Deus Ex, một trò chơi điện tử chịu sức ảnh hưởng từ bộ phim cả về mặt hình ảnh lẫn cốt truyện. Thật vậy, cái nhìn của bộ phim – và đặc biệt là sự u ám tổng thể của nó, ưu thế của đèn neon và những hình ảnh mờ đục – dễ kết xuất hơn những phông nền phức tạp, khiến nó trở thành tác phẩm tham khảo phổ biến cho các nhà thiết kế trò chơi điện tử. Blade Runner đã ảnh hưởng đến các trò chơi phiêu lưu như Cypher (2012), Rise of the Dragon, Snatcher, loạt Tex Murphy, Beneath a Steel Sky, Flashback: The Quest for Identity, trò chơi điện tử Bubblegum Crisis, trò chơi nhập vai Shadowrun, trò chơi bắn súng góc nhìn thứ nhất Perfect Dark, trò chơi bắn súng Skyhammer  và loạt trò chơi điện tử Syndicate.
Logo của Atari, Bell, Coca-Cola, Cuisinart và Pan Am, tất cả các công ty dẫn đầu thị trường vào thời điểm đó, được hiển thị dưới dạng marketing nhúng trong phim, và tất cả đều gặp thất bại sau khi bộ phim phát hành, dẫn đến các đề xuất về một lời nguyền Blade Runner. Coca-Cola và Cuisinart đã phục hồi, riêng bia Thanh Đảo cũng được đưa vào bộ phim và thành công hơn sau khi bộ phim phát hành. Thiết kế dòng xe Cybertruck của Tesla được cho là lấy cảm hứng từ bộ phim. Trước khi phát hành, Elon Musk đã hứa rằng sản phẩm này sẽ "trông giống như một thứ gì đó ngoài Blade Runner."  Bên cạnh việc gọi chiếc xe tải là "Blade Runner Truck", Musk đã chọn ra mắt chiếc xe tải trùng với bối cảnh của bộ phim vào tháng 11 năm 2019. Nhà thiết kế mỹ thuật của bộ phim Syd Mead đã ca ngợi chiếc xe tải và cũng cho biết ông rất ấn tượng bởi tính tri ân của chiếc xe đối với Blade Runner.

### Công nhận
| Năm  | Bên vinh danh                            | Danh sách                                                                      | Hạng | Nguồn                   |
| ---- | ---------------------------------------- | ------------------------------------------------------------------------------ | ---- | ----------------------- |
| 2001 | The Village Voice                        | 100 phim điện ảnh hay nhất thế kỷ 20                                           | 94   | [ 139 ]                 |
| 2002 | Hiệp hội phê bình phim trực tuyến (OFCS) | 100 phim khoa học viễn tưởng của 100 năm trở lại                               | 2    | [ 140 ]                 |
| 2002 | Sight & Sound                            | Sight & Sound bình chọn top 10 năm 2002                                        | 45   | [ 141 ]                 |
| 2002 | 50 Klassiker, Film                       | 50 Klassiker, Film                                                             | —    | [ 142 ]                 |
| 2003 | 1001 Movies You Must See Before You Die  | 1001 Movies You Must See Before You Die                                        | —    | [ 143 ]                 |
| 2003 | Entertainment Weekly                     | Top 50 phim cult                                                               | 9    | [ 144 ]                 |
| 2004 | The Guardian, Nhà khoa học               | Top 10 phim khoa học viễn tưởng mọi thời đại                                   | 1    | [ 145 ] [ 146 ] [ 147 ] |
| 2005 | Biên tập viên của Total Film             | 100 phim điện ảnh xuất sắc nhất mọi thời đại                                   | 47   | [ 148 ]                 |
| 2005 | Nhà phê bình của tạp chí Time            | "All-Time 100" Movies                                                          | —    | [ 149 ] [ 150 ] [ 151 ] |
| 2008 | New Scientist                            | Phim khoa học viễn tưởng yêu thích nhất mọi thời đại (người đọc và phóng viên) | 1    | [ 152 ] [ 153 ]         |
| 2008 | Empire                                   | 500 phim điện ảnh xuất sắc nhất mọi thời đại                                   | 20   | [ 154 ]                 |
| 2010 | IGN                                      | Top 25 phim khoa học viễn tưởng mọi thời đại                                   | 1    | [ 155 ]                 |
| 2010 | Total Film                               | 100 phim điện ảnh xuất sắc nhất mọi thời đại                                   | —    | [ 156 ]                 |
| 2012 | Sight & Sound                            | Top 250 phim do nhà phê bình Sight & Sound bình chọn 2012                      | 69   | [ 157 ]                 |
| 2012 | Sight & Sound                            | Top 100 đạo diễn Sight & Sound bình chọn 2012                                  | 67   | [ 158 ]                 |
| 2017 | Empire                                   | 100 phim điện ảnh xuất sắc nhất mọi thời đại                                   | 13   | [ 159 ]                 |

#### Công nhận của Viện phim Mỹ
- Danh sách 100 phim hay nhất của Viện phim Mỹ – Hạng 74
- Danh sách 100 phim hay nhất của Viện phim Mỹ (phiên bản kỷ niệm 10 năm) – Hạng 97
- 10 top 10 của Viện phim Mỹ – Hạng 6 phim khoa học viễn tưởng

### Trên các phương tiện truyền thông khác
Trước khi bắt đầu quay, tạp chí Cinefantastique đã ủy quyền cho Paul M. Sammon viết một số đặc biệt về quá trình sản xuất của Blade Runner, vốn sau đó đã trở thành cuốn sách Future Noir: The Making of Blade Runner. Cuốn sách tổng hợp quá trình hình thành nên Blade Runner, tập trung vào khía cạnh chính trị của bối cảnh phim, đặc biệt là kinh nghiệm của đạo diễn người Anh với đoàn làm phim Mỹ đầu tiên của mình; trong đó nhà sản xuất Alan Ladd, Jr. đã nói, "Harrison sẽ không nói chuyện với Ridley và Ridley sẽ không nói chuyện với Harrison. Vào cuối cảnh quay, Ford đã rất 'sẵn sàng để giết Ridley', một đồng nghiệp cho biết." Future Noir có tiểu sử và trích dẫn ngắn của dàn diễn viên về kinh nghiệm diễn xuất của họ, cũng như các bức ảnh về quá trình sản xuất bộ phim và các bản phác thảo sơ bộ. Ấn bản thứ hai của Future Noir đã được xuất bản vào năm 2007 và các tài liệu bổ sung không có trong cả hai ấn bản in đã được xuất bản trực tuyến.
Philip K. Dick đã từ chối lời đề nghị trị giá 400.000 USD để viết một phiên bản tiểu thuyết chuyển thể của Blade Runner. Ông nói: "[Tôi đã được] thông báo rằng cuốn tiểu thuyết rẻ tiền ấy sẽ phải thu hút khán giả mười hai tuổi" và nó "có lẽ sẽ là thảm họa đối với tôi về mặt nghệ thuật". Ông nói thêm, "Phần tôi khăng khăng muốn đưa tiểu thuyết gốc ra ngoài và không làm tiểu thuyết hóa khiến họ rất tức giận. Cuối cùng họ cũng nhận ra rằng có một lý do chính đáng để phát hành lại cuốn tiểu thuyết, mặc dù họ phải trả tiền cho điều đó. Đó là một thắng lợi không chỉ về các nghĩa vụ hợp đồng mà còn là về các nguyên tắc lý thuyết." Người máy có mơ về cừu điện không? cuối cùng đã được tái bản dưới dạng một sách tie-in, với áp phích phim làm bìa và tiêu đề gốc trong ngoặc đơn bên dưới tiêu đề Blade Runner. Ngoài ra, một phiên bản tiểu thuyết hóa của bộ phim mang tên Blade Runner: A Story of the Future của Les Martin được phát hành vào năm 1982. Archie Goodwin đã viết kịch bản cho một cuốn truyện tranh chuyển thể mang tên A Marvel Super Special: Blade Runner, xuất bản vào tháng 9 năm 1982, do Al Williamson, Carlos Garzon, Dan Green và Ralph Reese minh họa và Ed King chấp bút. Blue Dolphin Enterprises đã xuất bản kịch bản của bộ phim kết hợp với một số bảng phân cảnh trong The Illustrated Blade Runner (1982); một cuốn sách gồm các tác phẩm tranh nguyên gốc của Syd Mead, Mentor Huebner, Charles Knode, Michael Kaplan, và Ridley Scott mang tựa đề Blade Runner Sketchbook (1982); và The Blade Runner Portfolio (1982), một bộ sưu tập gồm mười hai bản in ảnh, tương tự như bản danh sách nghệ sĩ được phát hành bởi nhà xuất bản Schanes & Schanes.
Có hai trò chơi điện tử dựa trên bộ phim, cả hai đều có tên là Blade Runner: một từ năm 1985, một trò chơi hành động-phiêu lưu cuộn cảnh màn hình ngang cho Commodore 64, Sinclair ZX Spectrum và Amstrad CPC của CRL Group PLC, được đánh dấu là "một trò chơi điện tử giải thích về điểm phim của Vangelis "chứ không phải của chính bộ phim (do vấn đề cấp phép); và một trò chơi khác ra mắt năm 1997, một cuộc phiêu lưu nhắm-và-click dành cho PC của Westwood Studios. Trò chơi năm 1997 có cốt truyện phi tuyến tính dựa trên thế giới Blade Runner. Eldon Tyrell, Gaff, Leon, Rachael, Chew, J. F. Sebastian và Howie Lee đều xuất hiện, và các phần thoại của họ đều được thu lại bởi các diễn viên gốc, ngoại trừ Gaff, người được thay thế bởi Javier Grajeda (trong vai Victor Gardell) và Howie Lee, người được thay thế bởi Toru Nagai. Người chơi sẽ đóng vai McCoy, một thợ săn nhân bản khác làm việc cùng lúc với Deckard.
Bộ phim truyền hình (và loạt phim sau đó) Total Recall 2070 ban đầu được lên kế hoạch như một phần ngoại truyện của bộ phim Total Recall (dựa trên truyện ngắn "We Can Remember It for You Wholesale" của Philip K. Dick), nhưng được sản xuất dưới dạng lai giữa Total Recall và Blade Runner. Nhiều điểm tương đồng giữa Total Recall 2070 và Blade Runner đã được ghi nhận, cũng như ảnh hưởng rõ ràng của tác phẩm đến The Caves of Steel của Isaac Asimov và loạt phim truyền hình Holmes & Yoyo.

### Phim tài liệu
Bộ phim đã là chủ đề của một số phim tài liệu.
Blade Runner: Convention Reel (1982, 13 phút)
Do Muffet Kaufman và Jeffrey B. Walker đồng đạo diễn, được quay và chiếu dưới định dạng phim 16 mm, không có người dẫn chuyện, được quay vào năm 1981 trong khi Blade Runner vẫn đang trong quá trình sản xuất và có các phân đoạn "hậu trường" ngắn cho thấy các bối cảnh đang được xây dựng và các cảnh quay, cũng như các cuộc phỏng vấn với Ridley Scott, Syd Mead và Douglas Trumbull. Phim xuất hiện trong Blade Runner (Ultimate Collector's Edition).
On the Edge of Blade Runner (2000, 55 phút)
Được đạo diễn bởi Andrew Abbott và được tổ chức / biên kịch bởi Mark Kermode. Các cuộc phỏng vấn với nhân viên sản xuất, bao gồm cả Scott, cho biết chi tiết về quá trình sáng tạo và những xáo trộn trong khâu tiền kỳ. Thông tin chi tiết về Philip K. Dick và nguồn gốc của Người máy có mơ về cừu điện không? được cung cấp bởi Paul M. Sammon và Hampton Fancher.
Future Shocks (2003, 27 phút)
Do TVOntario làm đạo diễn. Tác phẩm bao gồm các cuộc phỏng vấn với giám đốc sản xuất Bud Yorkin, Syd Mead, và dàn diễn viên, và bình luận của tác giả khoa học viễn tưởng Robert J. Sawyer và từ các nhà phê bình phim.
Dangerous Days: Making Blade Runner (2007, 213 phút)
Đạo diễn và sản xuất bởi Charles de Lauzirika cho phiên bản The Final Cut của bộ phim. Tài liệu của tác phẩm bao gồm hơn 80 cuộc phỏng vấn, các cuộc trò chuyện với Ford, Young và Scott. Bộ phim tài liệu được trình bày trong tám chương, mỗi chương trong số bảy chương đầu tiên bao gồm một phần của quá trình làm phim. Chương cuối cùng bàn luận về phần di sản gây tranh cãi của Blade Runner.
All Our Variant Futures: From Workprint to Final Cut (2007, 29 phút)
Được sản xuất bởi Paul Prischman, xuất hiện trên Blade Runner (Ultimate Collector's Edition) và cung cấp cái nhìn tổng quan về nhiều phiên bản của bộ phim và nguồn gốc của chúng, cũng như trình bày chi tiết quá trình khôi phục, nâng cao và làm lại kéo dài bảy năm đằng sau The Final Cut.

### Phần tiếp theo và phương tiện liên quan
Phần tiếp theo của phim được phát hành vào năm 2017, mang tên Tội phạm nhân bản 2049, với Ryan Gosling cùng với Ford trong hai vai chính. Tác phẩm bắt đầu sản xuất từ giữa năm 2016, lấy bối cảnh nhiều thập kỷ sau bộ phim đầu tiên. Harrison Ford đã thể hiện lại vai diễn Rick Deckard của mình. Bộ phim đã giành được hai giải Oscar cho Quay phim xuất sắc nhất và Hiệu ứng hình ảnh xuất sắc nhất. Bạn của Dick, K. W. Jeter đã viết ba cuốn tiểu thuyết Blade Runner được ủy quyền tiếp tục câu chuyện của Rick Deckard, cố gắng giải quyết sự khác biệt giữa bộ phim và Người máy có mơ về cừu điện không?. Đó là Blade Runner 2: The Edge of Human (1995), Blade Runner 3: Replicant Night (1996) và Blade Runner 4: Eye and Talon (2000).
Đồng biên kịch của Blade Runner, David Peoples, đã biên kịch dự án phim hành động Soldier năm 1998, mà ông gọi là "phần phụ" hoặc sự kế thừa tinh thần cho bộ phim gốc; cả hai được đặt trong một vũ trụ chung. Một tính năng bổ sung trên Blu-ray cho Hành trình đến hành tinh chết, bộ phim năm 2012 của Scott lấy bối cảnh trong vũ trụ Alien, cho biết Eldon Tyrell, giám đốc điều hành của Tập đoàn Tyrell trong Blade Runner, là người cố vấn cho nhân vật Peter Weyland của Guy Pearce.